# Sanford (Alabama)
 Sanford, Alabama és una població dels Estats Units a l'estat d'Alabama. Segons el cens del 2000 tenia 269 habitants.

## Demografia
Segons el cens del 2000, Sanford tenia 269 habitants, 112 habitatges, i 77 famílies La densitat de població era de 26 habitants/km².
Dels 112 habitatges en un 36,6% hi vivien nens de menys de 18 anys, en un 58% hi vivien parelles casades, en un 5,4% dones solteres, i en un 30,4% no eren unitats familiars. En el 26,8% dels habitatges hi vivien persones soles el 12,5% de les quals corresponia a persones de 65 anys o més que vivien soles. El nombre mitjà de persones vivint en cada habitatge era de 2,4 i el nombre mitjà de persones que vivien en cada família era de 2,95.
Per edats la població es repartia de la següent manera: un 24,9% tenia menys de 18 anys, un 8,2% entre 18 i 24, un 30,1% entre 25 i 44, un 21,6% de 45 a 60 i un 15,2% 65 anys o més.
L'edat mediana era de 39 anys. Per cada 100 dones hi havia 110,2 homes. Per cada 100 dones de 18 o més anys hi havia 106,1 homes.
La renda mediana per habitatge era de 20.139 $ i la renda mediana per família de 25.313 $. Els homes tenien una renda mediana de 19.844 $ mentre que les dones 13.333 $. La renda per capita de la població era de 10.558 $. Aproximadament el 19,1% de les famílies i el 19,1% de la població estaven per davall del llindar de pobresa.

## Poblacions més properes
El següent diagrama mostra les poblacions més properes.